# Valparaíso (Chile)
Valparaíso (pronunciado em português europeu: [vaɫpɐɾɐˈizu]; pronunciado em português brasileiro: [vawpaɾaˈizu]; pronunciado em castelhano: [balpaɾaˈiso]) é uma comuna da província de Valparaíso, localizada na região de Valparaíso, no Chile. Possui uma área de 401,6 km², o que representa 2,17% da área de sua província, e uma população de 294 848 habitantes (2012), sendo a terceira cidade mais populosa do Chile, atrás de Santiago e Concepción. A Grande Valparaíso possui 930 220 habitantes.
Valparaíso pertence à conurbação chamada Grande Valparaíso. É capital da província de Valparaíso e capital regional da V Região do Chile. Seu atual alcalde (prefeito municipal) é Jorge Sharp. Situa-se a 117 km da capital chilena, Santiago, por moderna rodovia.
Valparaíso é a sede do poder legislativo da República do Chile, ademais de outras repartições estatais (o Comando da Armada de Chile, o Serviço Nacional de Aduanas e o Conselho Nacional da Cultura e das Artes).
A Área Histórica de Valparaíso foi declarada como Patrimônio Cultural da Humanidade pela UNESCO em 2003.

## Etimologia
Existem duas versões sobre a origem do nome "Valparaíso". A primeira é atribuída a Juan de Saavedra, que havia batizado o porto em 1536 com o nome de Valparaíso, onde ele encontrou o navio "Santiaguillo", em memória de sua aldeia natal de Valparaíso de Arriba (localidade situada no município de Campos del Paraíso, na Espanha). Outra versão atribui o nome ao explorador Juan Bautista Pastene, que teria chamado o lugar de "Val Paraíso", ou seja, "Vale Paraíso" e que o uso seria transformado em Valparaíso.
Os Mapuches chamavam Valparaíso de Aliamapu (Mapudungun: Mapu alia, "terra arrasada"), certamente em relação a incêndios frequentes. Valparaíso também era conhecida como "Pancho." A tradição conta que, em 1846, começou a construção da igreja de San Francisco, em que Baron Monte projetando a torre que abrigava a maquinaria para o relógio e quatro grandes áreas que podiam ser vistos a partir de qualquer local, especialmente a partir da costa, com uma obrigação para os marinheiros que desembarcam na baía. Vendo o campanário, encimado por uma cruz de ferro, o marinheiro disse, há Pancho!. Outra teoria sobre a origem deste nome indica que os fuzileiros navais norte-americanos que chegaram ao porto, maravilharam-se com a sua semelhança com o porto de San Francisco, comentando que o local era uma réplica do porto, dando-lhe o apelido de Francis.

## História

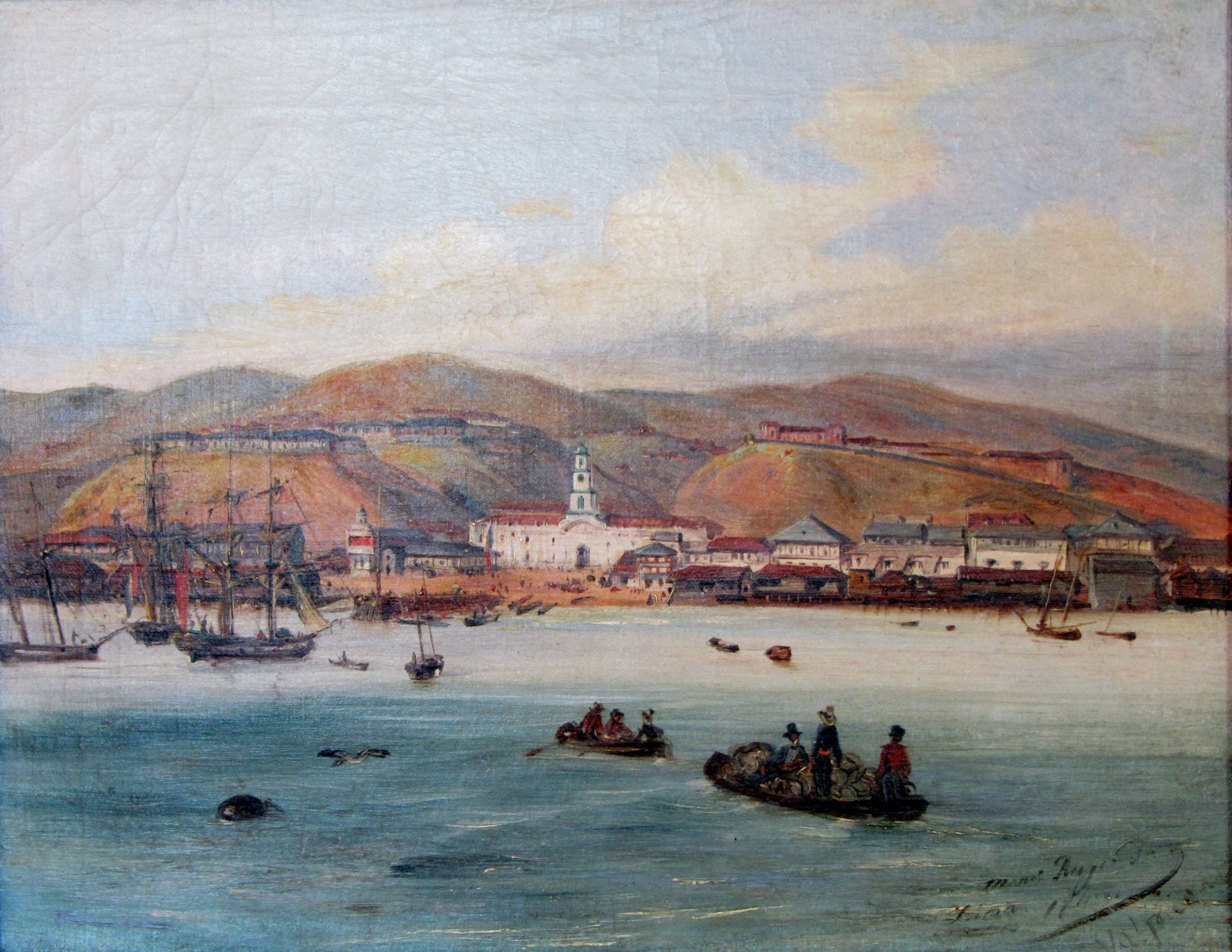
Aduana de Valparaíso, Rugendas, Museo Municipal de Bellas Artes de Valparaíso.

Os changos foram os primeiros habitantes da baía de Valparaíso, sendo que estes eram indígenas e exímios pescadores, que utilizavam balsas de pele de lobo marinho infladas, que uniam com fortes cordas em torno de uma armação de madeira.

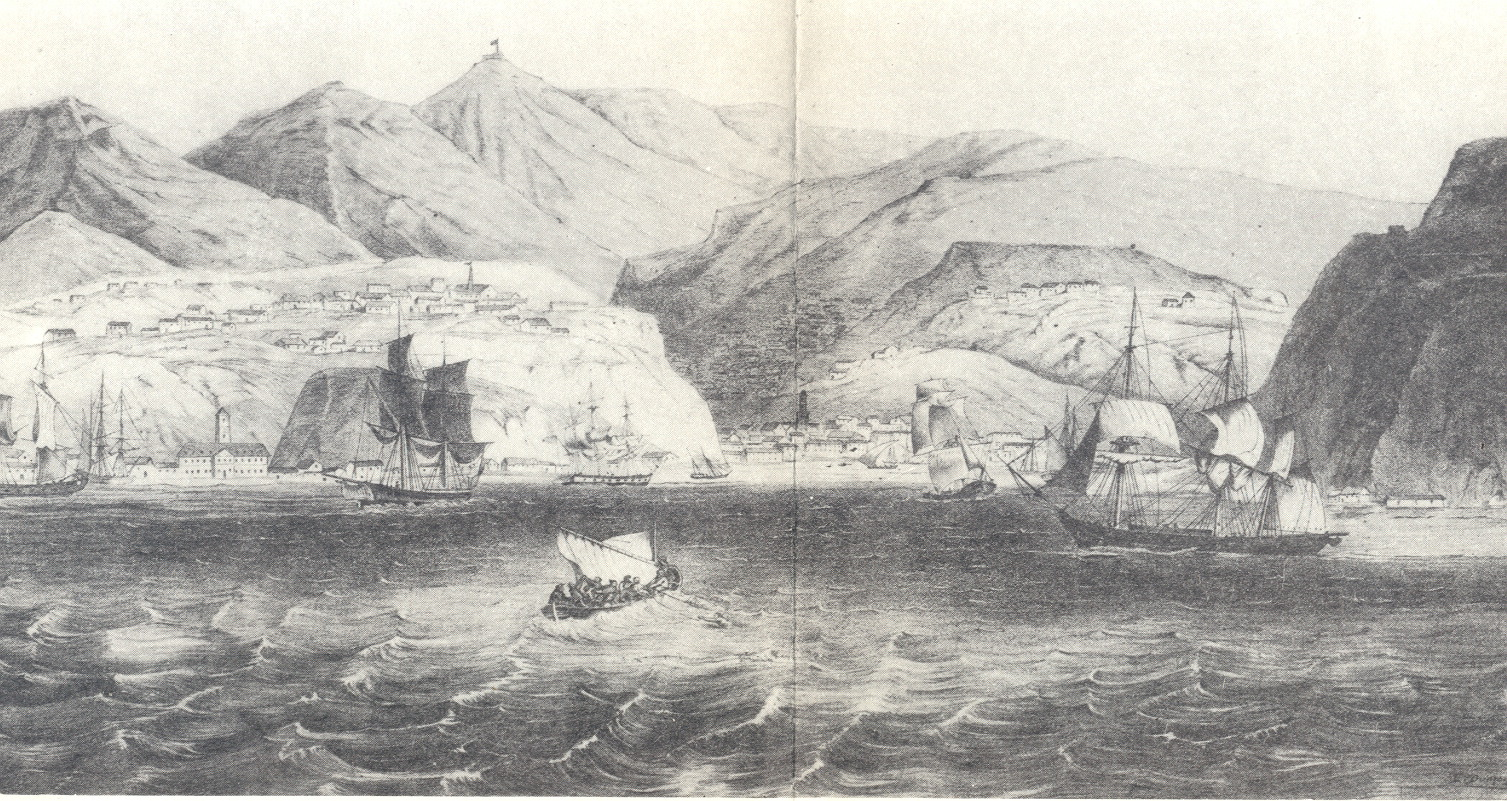
Valparaíso em 1830.

O primeiro contato dos espanhóis com estas terras foi em 1536 quando o capitão Diego de Almagro, o andaluz Don Juan de Saavedra, com um pelotão de seus homens chegou na região e batizou a baía como Valparaíso.
Em 1544, o governador do Chile, Pedro de Valdivia, denominou-a "Puerto Natural de Santiago del Nuevo Extremo". Em 1559 começou a delinear-se um esboço de cidade partindo de uma pequena capela construída onde hoje está a igreja matriz da cidade. Antes disso, a baía era apenas o lugar de chegada para navios em trânsito para o Vice-reino do Peru.
Levou-se oito anos para Valparaiso existir legalmente, graças a uma carta - escrita em 3 de setembro de 1544 pelo governador do Chile, Pedro de Valdivia. Ordenou-se que Juan Bautista Pastene partisse da costa de Valparaíso até os confins do Interior, para fins de colonização e exploração.
De 1559 até 1615, corsários e piratas ingleses tais como Sir Francis Drake, saquearam Valparaíso, apropriando-se do ouro enviado do Peru. Foi por isto que o Governador do Reino do Chile, Martín García Óñez de Loyola, iniciou 1594 a construção do primeiro forte da região.
Durante a segunda metade do século XVIII as exportações desde o porto se incrementaram, destacando-se produtos tais como vinho, sebo, couros e queijos que se enviavam ao Peru. A importância que adquiriu o porto também se devia à chegada de navios da metrópole.
A partir da independência chilena e da declaração de liberdade de comércio, Valparaíso foi declarado como porto franco, convertendo-se em escala obrigatória das rotas marítimas que vinham às costas e ilhas do Oceano Pacífico desde o Atlântico, seja via Estreito de Magalhães ou via Cabo Horn.

### Era republicana
Em 28 de março de 1814, como parte da Guerra anglo-americana de 1812, ocorreu a Batalha Naval de Valparaíso, onde navios britânicos e navios norte-americanos foram capturados, uns pelos outros. Em 1827, o jornal El Mercurio de Valparaíso iniciou sua circulação na cidade, tornando-se hoje, o jornal mais antigo em circulação contínua no mundo espanhol.

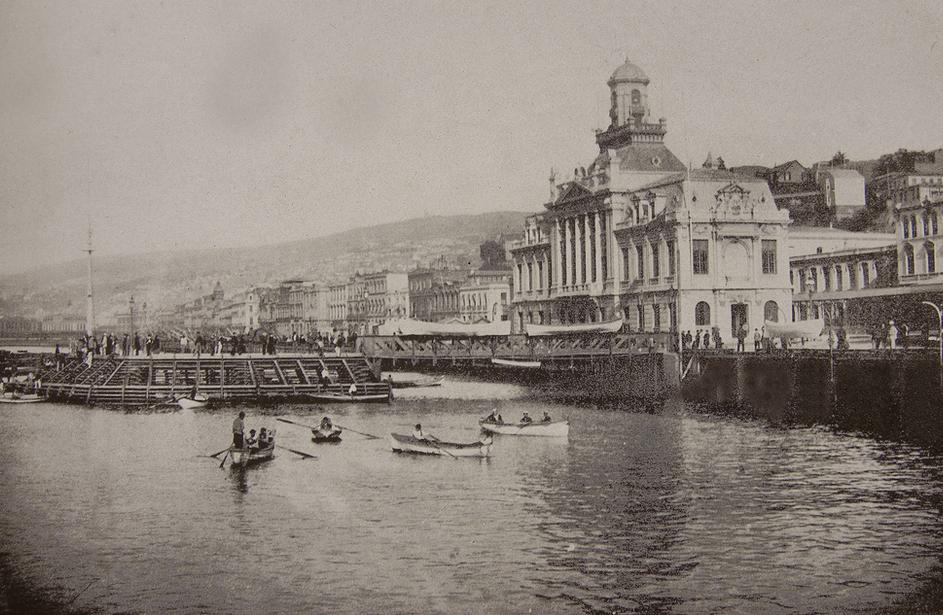
Fotografia da cidade em 1888.

A partir de 28 de maio de 1828, começa a reunir-se na igreja de San Francisco, a Convenção Constitucional que elaborou e promulgou no dia 9 de agosto do mesmo ano, a Constituição da República do Chile de 1828. O primeiro Corpo de Bombeiros na cidade é formado, em 1851. Este ano também é marcado pela criação da primeira companhia de seguros em Valparaíso. Em 1852, começa a funcionar o primeiro serviço de água potável da cidade e iniciam-se as atividades do Telégrafo entre Valparaíso e Santiago, o primeiro na América Latina. Em 18 de setembro de 1856, o primeiro sistema de iluminação pública com lampiões a gás de iluminação é inaugurado na cidade.
A primeira companhia de bondes foi formada em Valparaíso em 1861, iniciando a primeira viagem a bonde em 1863. Em 1872, como uma fusão da Companhia Nacional de navio a vapor, e o navio a vapor chileno Company, a Companhia sul-americana de navio a vapor foi criada como uma resposta nacional ao crescente domínio britânico da navegação no Oceano Pacífico.
A imigração internacional transformou a cultura local de origem ameríndia com uma mistura com a cultura de origem espanhola, incluindo a construção do primeiro cemitério não católico do Chile, O Cemitério de dissidentes. O futebol foi introduzido na cidade por imigrantes ingleses, e a primeira escola católica privada no Chile foi fundada por imigrantes franceses em Valparaíso: Le Collège des Sacrés Cœurs (Escola do Sagrados Coração), que atua há cerca de 170 anos. Imigrantes escoceses e alemães fundaram as primeiras escolas seculares particulares, (Escola Mackay, e Die Deutsche Schule, respectivamente). Os imigrantes formaram as primeiras unidades de combate a incêndios voluntários (ainda uma atividade voluntária no Chile). Seus edifícios refletem uma variedade de estilos europeus, tornando Valparaíso mais variada do que algumas outras cidades chilenas.
Valparaíso tornou-se, à época, escala obrigatória de rotas marítimas que vinham às costas e ilhas do Oceano Pacífico e do Oceano Atlântico, seja através do Estreito de Magalhães ou do Cabo Horn, quadruplicando seu comércio com vários países. Em 1831, Valparaíso cresceu para 24 000 habitantes, sendo que em 1854 esse número saltou para 52 600 e 121 600 em 1895. Em 1905, tinha 162 mil habitantes, sendo que destes, 12 mil eram estrangeiros.
Em 1866, Valparaíso experimentou um grande desenvolvimento e crescimento, mas estes foram interrompidos pelo bombardeio da esquadra espanhola e o incêndio que destruiu grande parte do setor portuário da cidade, que mais tarde foi reconstruído e fortificado novamente. Apesar da sua importância significativa, El Puerto não tinha máquinas, docas, pontes rolantes e linhas ferroviárias até 1870. Os produtos costumavam ser transportados em barcos e saveiros, nas costas de trabalhadores fortes.
A Guerra Civil de 1891 trouxe marcos significativos para a história de Valparaíso. O desfecho trágico da batalha após Placilla e bombardeios entre a revolta congressista contra o presidente Balmaceda, atingiram as fortificações costeiras. Por outro lado, o grande terremoto de 1906 destruiu a maior parte da Almendral e o número exato de vítimas ainda é desconhecido até os dias atuais. A reconstrução da Almendral permitiu o alargamento das ruas e a criação de três grandes avenidas: Pedro Montt, Columbus e Errazuriz e, portanto, a cidade adquiriu as características arquitectónicas e urbanas atuais.

### Século XX

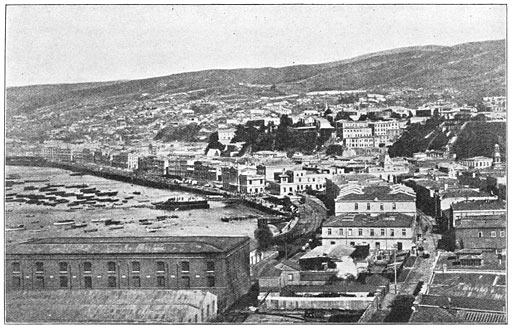
Vista de Valparaíso em 1906.

O século XX começou com o primeiro grande protesto de estivadores no Chile, em 15 de abril de 1903, devido a queixas de Dockers de suas excessivas horas de trabalho e reivindicações de um aumento salarial, solicitações estas que foram ignorados pelos empregadores, criando uma situação tensa que levou à violência grave em 12 de maio do mesmo ano, como a tomada do intendente pelos protestantes, queimando escritórios e matando pessoas em diferentes partes da cidade. Tudo isso levou a intervenção em nível estadual, o que levou ao cerco por vários dias na cidade. Este protesto foi importante para o futuro do sindicalismo no país.
No mesmo ano, bondes elétricos foram trazidos para ocupar as ferrovias urbanas. Em 16 de agosto de 1906, um terremoto ocorreu em Valparaíso, o que causou graves danos em toda a cidade, que era naquele tempo o coração da economia chilena. Os danos foram avaliados em centenas de milhões de pesos à época, e foram contados 3 000 mortos e mais de 20 000 feridos. Depois de remover os escombros, o trabalho de reconstrução começou. Estes incluíram o alargamento das ruas, abrindo a abóbada e os estuários do Jaime y Delicias, criando as avenidas atuais França e Argentina, respectivamente, a rua principal da cidade foi colocada para fora: Pedro Montt, a Praça O'Higgins foi criada, uma colina foi explodida para permitir a passagem de Colon Street, a danificada Masion Edwards foi demolida e em seu lugar a atual Catedral de Valparaíso foi construída, entre muitas outras obras que deram forma ao bairro atual Almendral.
Em 1910, as obras de ampliação do porto da cidade se iniciaram. Estas obras só terminaram em 1930. Entre as construções, um quebra-mar (1 km de comprimento e 55 metros de profundidade), píeres e terminais de atracação. A abertura do Canal do Panamá, em 1914, causou uma redução da atividade portuária, a último a perder a sua importância na cidade.
De 1973 a 1989, o país estava sob o regime militar de Augusto Pinochet. A cidade foi um dos locais centrais da ação do regime militar, principalmente na questão do toque de recolher, onde seus habitantes eram obrigados a chegar em suas casas em determinados horários, estabelecidos pelo governo. A lei do toque de recolher também era aplicada a empresas e estabelecimentos de serviços, como hotéis e pousadas. Em 1982, um outro tipo de acontecimento afetaria o país e a cidade: a crise econômica. Houve uma recessão global local, que significou o fechamento de muitas indústrias e a transferência de outras para Santiago, principalmente de indústrias voltadas para o refino de açúcar e fábrica de doces. Isso aconteceu durante a modernização do porto.
Atualmente, Valparaíso é uma das maiores e mais populosas cidades do Chile, sendo que algumas instituições de importância nacional estão sediadas na cidade, como o Serviço Nacional de Alfândegas, o Serviço Nacional de Pesca e Aquicultura, o Ministério da Cultura e o Quartel Geral da Marinha do Chile.

## Geografia

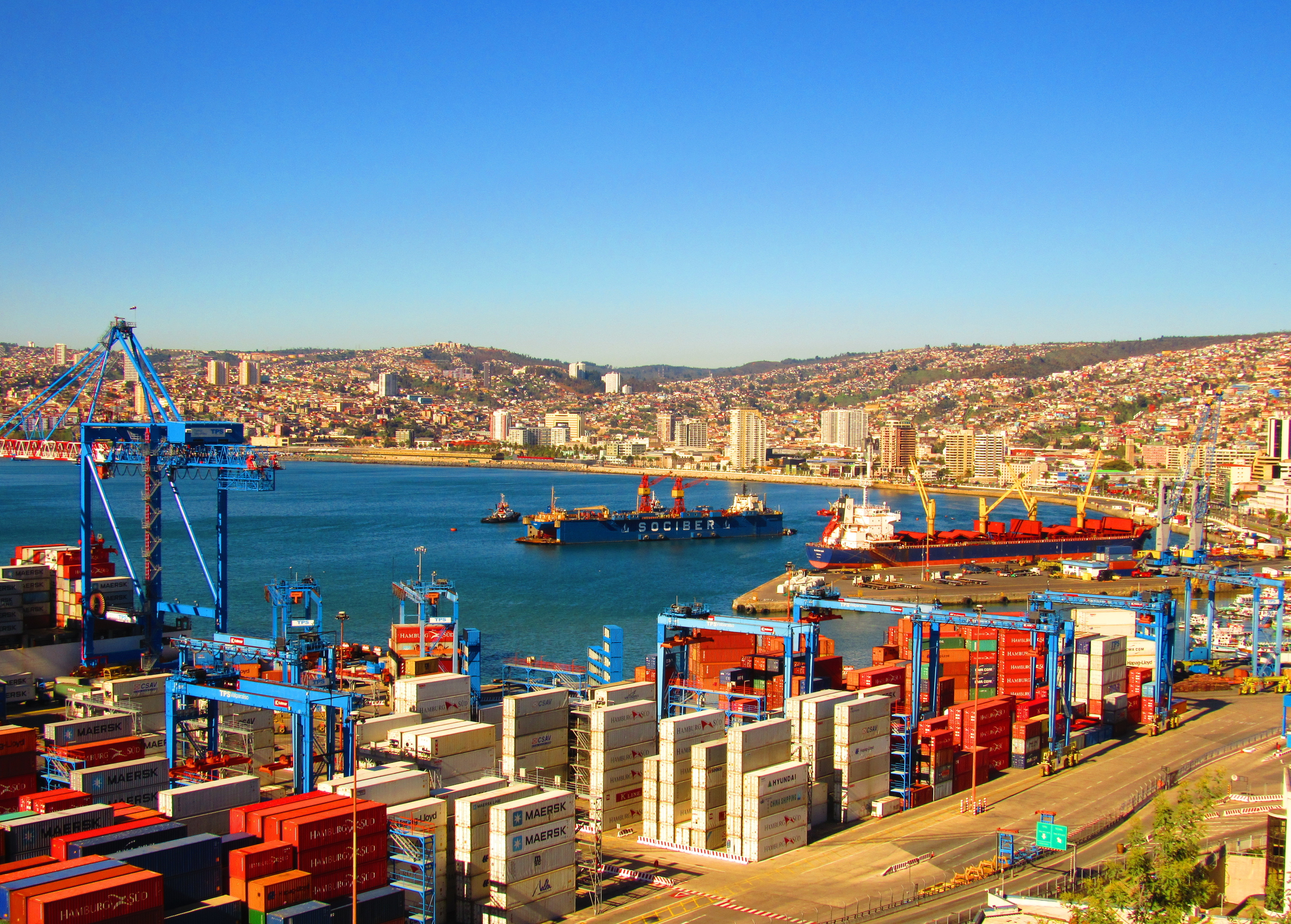
Vista do Porto de Valparaíso.

Valparaíso se caracteriza por ser uma cidade que resvala dos morros em direção ao mar. São 42 morros e colinas na cidade. Muitos deles apresentam particularidades que não se repetem em outros. O Cerro Barón, que abriga o bairro Barón conta com instalações universitárias, serviços públicos e a antiga igreja de San Francisco. O Cerro Concepción, junto ao Cerro Alegre, era onde residiam as comunidades de origem inglesa e alemã na cidade desde a segunda metade do século XIX até meados do século XX. Hoje são morros alto atrativo turístico, com restaurantes, casas remodeladas e hotéis. O Cerro Playa Ancha, onde também fixou moradia a colônia britânica é onde estão a Escola (Escuela) Naval, o Estádio de Playa Ancha e o cemitério. O setor de El Almendral, é onde está a maior parte dos serviços públicos, o Congresso Nacional e várias empresas de Valparaíso. O setor Portuário é onde se situam bares hotéis que alojavam originariamente os marinheiros, ademais de abrigar as instalações do porto e do Serviço Nacional de Aduanas.
As principais vias de acesso à cidade são a Ruta CH-68 que liga Valparaiso a Santiago e a Ruta CH-60 que segue até a fronteira com a Argentina. A comuna limita-se: a oeste com o Oceano Pacífico; a norte com Viña del Mar; a leste com Quilpué; a sul com Casablanca.

### Clima
| Dados climatológicos para Valparaíso (1961–1990, extremos 1961–2010)                              | Dados climatológicos para Valparaíso (1961–1990, extremos 1961–2010) | Dados climatológicos para Valparaíso (1961–1990, extremos 1961–2010) | Dados climatológicos para Valparaíso (1961–1990, extremos 1961–2010) | Dados climatológicos para Valparaíso (1961–1990, extremos 1961–2010) | Dados climatológicos para Valparaíso (1961–1990, extremos 1961–2010) | Dados climatológicos para Valparaíso (1961–1990, extremos 1961–2010) | Dados climatológicos para Valparaíso (1961–1990, extremos 1961–2010) | Dados climatológicos para Valparaíso (1961–1990, extremos 1961–2010) | Dados climatológicos para Valparaíso (1961–1990, extremos 1961–2010) | Dados climatológicos para Valparaíso (1961–1990, extremos 1961–2010) | Dados climatológicos para Valparaíso (1961–1990, extremos 1961–2010) | Dados climatológicos para Valparaíso (1961–1990, extremos 1961–2010) | Dados climatológicos para Valparaíso (1961–1990, extremos 1961–2010) |
| Mês                                                                                               | Jan                                                                  | Fev                                                                  | Mar                                                                  | Abr                                                                  | Mai                                                                  | Jun                                                                  | Jul                                                                  | Ago                                                                  | Set                                                                  | Out                                                                  | Nov                                                                  | Dez                                                                  | Ano                                                                  |
| ------------------------------------------------------------------------------------------------- | -------------------------------------------------------------------- | -------------------------------------------------------------------- | -------------------------------------------------------------------- | -------------------------------------------------------------------- | -------------------------------------------------------------------- | -------------------------------------------------------------------- | -------------------------------------------------------------------- | -------------------------------------------------------------------- | -------------------------------------------------------------------- | -------------------------------------------------------------------- | -------------------------------------------------------------------- | -------------------------------------------------------------------- | -------------------------------------------------------------------- |
| Temperatura máxima recorde (°C)                                                                   | 31,2                                                                 | 31,9                                                                 | 28,9                                                                 | 29,6                                                                 | 28,6                                                                 | 24,2                                                                 | 25,8                                                                 | 26,4                                                                 | 28,4                                                                 | 28,5                                                                 | 28,9                                                                 | 31,2                                                                 | 31,9                                                                 |
| Temperatura máxima média (°C)                                                                     | 20,8                                                                 | 20,7                                                                 | 19,4                                                                 | 17,9                                                                 | 16,5                                                                 | 15,2                                                                 | 14,3                                                                 | 14,8                                                                 | 15,4                                                                 | 16,5                                                                 | 18,2                                                                 | 19,9                                                                 | 17,5                                                                 |
| Temperatura média (°C)                                                                            | 17,0                                                                 | 16,8                                                                 | 15,6                                                                 | 14,2                                                                 | 13,3                                                                 | 12,0                                                                 | 11,4                                                                 | 11,7                                                                 | 12,1                                                                 | 13,2                                                                 | 14,7                                                                 | 16,2                                                                 | 14,0                                                                 |
| Temperatura mínima média (°C)                                                                     | 13,5                                                                 | 13,5                                                                 | 12,7                                                                 | 11,4                                                                 | 10,8                                                                 | 9,6                                                                  | 9,2                                                                  | 9,3                                                                  | 9,5                                                                  | 10,4                                                                 | 11,5                                                                 | 12,8                                                                 | 11,2                                                                 |
| Temperatura mínima recorde (°C)                                                                   | 3,0                                                                  | 2,8                                                                  | 0,4                                                                  | −0,3                                                                 | −1,2                                                                 | −2,3                                                                 | −3,6                                                                 | −2,4                                                                 | −3,2                                                                 | −1,2                                                                 | 0,4                                                                  | 1,2                                                                  | −3,6                                                                 |
| Precipitação (mm)                                                                                 | 0,4                                                                  | 0,0                                                                  | 3,7                                                                  | 13,3                                                                 | 54,5                                                                 | 83,1                                                                 | 111,2                                                                | 60,0                                                                 | 26,7                                                                 | 10,4                                                                 | 7,9                                                                  | 1,3                                                                  | 372,5                                                                |
| Dias com precipitação                                                                             | 0,1                                                                  | 0,0                                                                  | 0,4                                                                  | 1,3                                                                  | 3,7                                                                  | 5,6                                                                  | 6,3                                                                  | 4,0                                                                  | 2,7                                                                  | 1,5                                                                  | 0,7                                                                  | 0,3                                                                  | 27,3                                                                 |
| Umidade relativa (%)                                                                              | 72                                                                   | 74                                                                   | 76                                                                   | 78                                                                   | 80                                                                   | 80                                                                   | 80                                                                   | 79                                                                   | 78                                                                   | 75                                                                   | 71                                                                   | 70                                                                   | 76                                                                   |
| Insolação (h)                                                                                     | 279,0                                                                | 245,7                                                                | 217,0                                                                | 174,0                                                                | 114,7                                                                | 81,0                                                                 | 93,0                                                                 | 117,8                                                                | 147,0                                                                | 170,5                                                                | 216,0                                                                | 263,5                                                                | 2 119,2                                                              |
| Fonte: Meteorología Interactiva, Latin American Climate Assessment & Dataset (extremos 1961–2010) |                                                                      |                                                                      |                                                                      |                                                                      |                                                                      |                                                                      |                                                                      |                                                                      |                                                                      |                                                                      |                                                                      |                                                                      |                                                                      |
| Fonte 2: Climate & Temperature (umidade e horas de brilho do sol)                                 |                                                                      |                                                                      |                                                                      |                                                                      |                                                                      |                                                                      |                                                                      |                                                                      |                                                                      |                                                                      |                                                                      |                                                                      |                                                                      |

## Demografia
Segundo dados recolhidos no Censo do Instituto Nacional de Estadísticas, a comuna de Valparaíso possui uma superfície de 402 km² e uma população de 275 982 habitantes, dos quais 140 765 mulheres e 135 217 homens.
A cidade abriga 17,92% da população total da região. Uns 0,30% correspondem a população rural e 99,70% a população urbana, sendo um dos maiores índices entre as cidades chilenas.

## Administração
Como uma comuna, Valparaíso é uma divisão administrativa do Chile administrada por um Conselho Municipal, encabeçado por um alcaide que está diretamente eleito a cada quatro anos.

## Infraestrutura

### Transporte

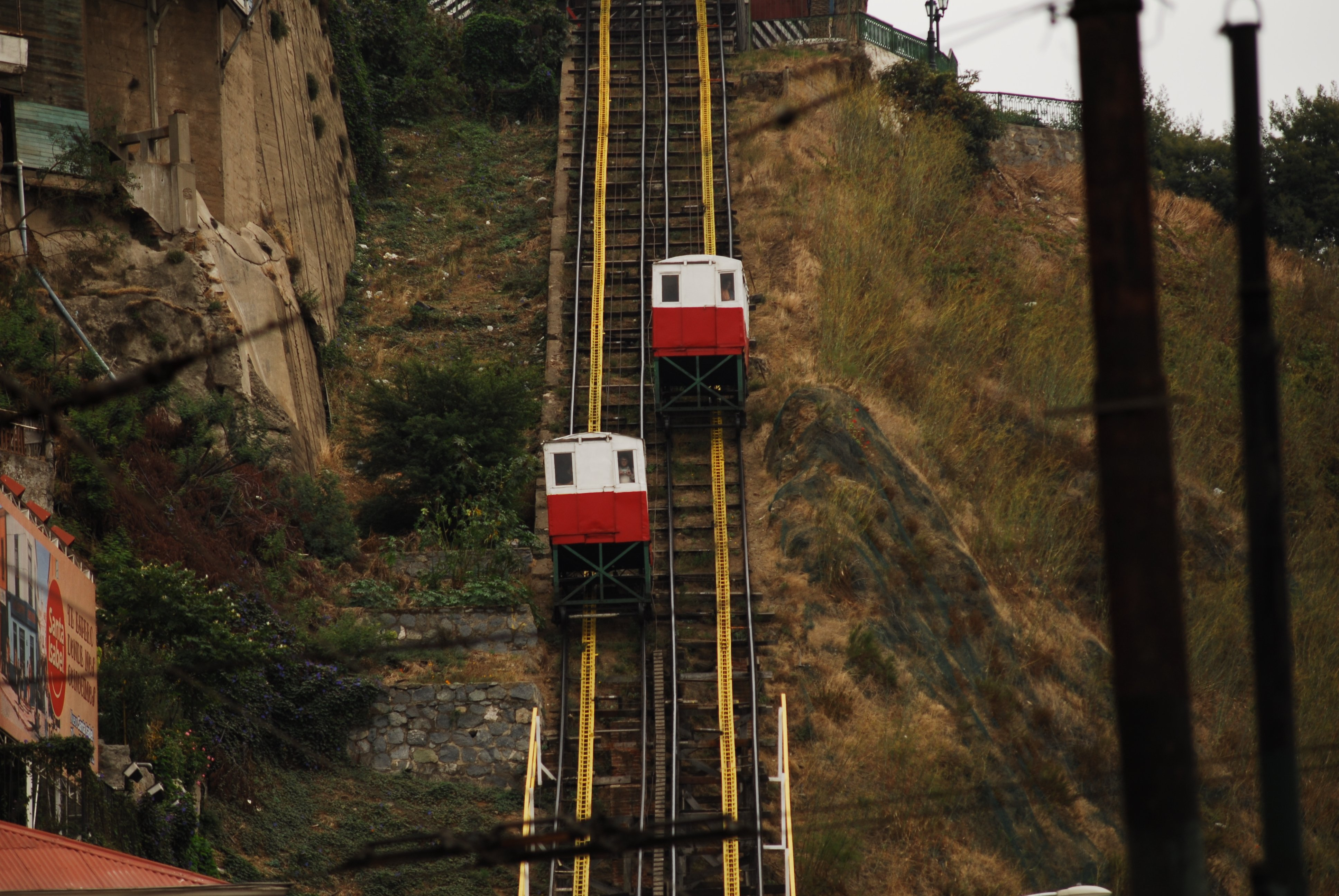
Ascensor Artillería.

Devido à inclinação dos morros, muitos setores afastados da cidade são inacessíveis por meios de transporte coletivo. É por isso que os populares ascensores (espécie de funicular) cumprem a função de comunicar a parte alta da cidade com a borda costeira, ademais de serem fortes referências turísticas. Estes 15 ascensores, declarados monumentos nacionais são: Ascensor Barón, Ascensor Concepción, Ascensor Cordillera, Ascensor Espíritu Santo, Ascensor Florida, Ascensor Larraín, Ascensor Lecheros, Ascensor Mariposa, Ascensor Monjas, Ascensor el Peral, Ascensor Polanco, Ascensor Reina Victoria, Ascensor San Agustín, Ascensor Villaseca e Ascensor Artillería.
Outro antigo meio de transporte é o trólebus. Recentemente foi escolhido como o meio de transporte limpo ideal para o serviço de transporte da cidade, por isto seu percurso será ampliado.
Em 23 de novembro de 2005 foi inaugurado oficialmente o Metrô de Valparaíso, uma ferrovia metropolitana que conecta Valparaíso com as cidades de Viña del Mar, Quilpué, Villa Alemana e Limache.

### Educação

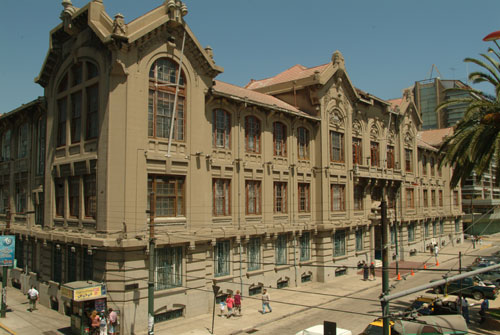
Vista da Pontifícia Universidade Católica de Valparaíso.

Com um alto nível de ensino primário, Valparaíso possui algumas das escolas mais emblemáticas da região, como o Liceo Eduardo de la Barra e o Colégio Salesiano de Valparaíso. Este último é um dos mais antigos do Chile, construído em 1896. Outras escolas notáveis na cidade são o Colégio Maria Auxiliadora, Seminário San Rafael, Liceo Juana Ross, Colégio San Pedro Nolasco  e Scuola Italiana, entre outros. Grande parte das escolas nomeadas situa-se na região central da cidade, concentrados no bairro Almendral.
Além disso, Valparaíso foi o berço de muitas escolas particulares fundadas pelas colônias européias, como o Colégio Alemão, a Alliance Française, a Escola Mackay (agora localizado na estância vizinha de Viña del Mar) e o Colégio dos Sagrados Corações de Valparaíso, que opera desde 1837 e é a mais antiga escola particular na América do Sul.
Valparaíso é conhecida também, por ser uma cidade universitária, devido à grande quantidade de centros de ensino superior existentes na cidade. Algumas das mais importantes universidades do Chile estão sediadas na cidade, entre estas a Pontifícia Universidade Católica de Valparaíso, Universidade Playa Ancha e a Universidade Técnica Federico Santa María. Esta última universidade é visível em grande parte da cidade, uma vez que está localizada na parte frontal do Cerro Prazeres, e tem um edifício característico de estilo gótico e renascentista. Outra universidade tradicional importante na cidade é a Universidade de Valparaíso. Além disso, a cidade tem muitas instituições de ensino superior não tradicionais que variam em tamanho, qualidade e foco.

## Cultura e sociedade
Durante a Idade do Ouro de Valparaíso (1848-1914), a cidade recebeu um grande número de imigrantes, vindos principalmente da Europa. As comunidades de imigrantes deixaram uma marca única na arquitetura notável da cidade. Cada comunidade construiu suas próprias igrejas e escolas, enquanto muitas também fundaram outras instituições culturais e econômicas notáveis. As maiores comunidades de imigrantes eram oriundas da Grã-Bretanha, Alemanha e Itália, cada uma desenvolvendo suas características na regiões da cidade, dando origem a bairros de predominância européia, como hoje pode ser visto em algumas regiões, chamados de Distritos Históricos Nacionais ou "Zonas Típicas".
Durante a segunda metade do século XX, Valparaíso sofreu um grande declínio, como as famílias ricas mudando-se para Santiago ou para outras cidades nas proximidades, como Viña del Mar. No início da década de 1990, grande parte do património único da cidade tinha sido perdido e muitos chilenos haviam saído da cidade. Mas, em meados dos anos 1990, um movimento de preservação das bases floresceu em Valparaíso.
A Fundación Valparaíso (Fundação Valparaíso), fundada pelo poeta norte-americano Todd Temkin, executou grandes projectos de reabilitação de bairros; melhorou a infraestrutura turística e passou a administrar o jazz na cidade, com festivais de ópera, entre outros projetos. Alguns projetos da fundação notáveis incluem o Heritage Trail Mundial, Opera by the Sea, e Capital Cultural do Chile". Nos últimos anos, Temkin usou sua coluna influente no jornal El Mercurio de Valparaíso para argumentar muitas das grandes questões políticas, tais como a criação de uma Ley Valparaíso (Lei Valparaíso) no Congresso chileno, e a possibilidade de que o governo chileno deva garantir financiamento para a preservação de elevadores funiculares armados de Valparaíso.
Valparaíso é uma cidade com forte atividade cultural. Locais como o Museu Municipal de Belas Artes, o Museu do Mar Lord Thomas Cochrane, a Galeria Municipal de Arte Valparaíso, o Museu de História Natural e a Casa Museu La Sebastiana, entre outros, são referências de arte da cidade.
O Museu a Céu Aberto plasma sobre as fachadas do bairro onde está localizado. Possui murais feitos por reconhecidos pintores, como Nemesio Antúnez e Roberto Matta, entre outros. Localizado no Cerro Bellavista, se pode aceder por meio do Ascensor Espíritu Santo.
A cidade possui cinco universidades tradicionais, que são a Universidad Técnica Federico Santa María, a Pontificia Universidad Católica de Valparaíso, a Universidad de Playa Ancha de Ciencias de la Educación, a Universidad de Valparaíso e a Universidad de Los Lagos, e também instituições privadas.
Valparaíso foi imortalizada numa canção do mesmo nome (sendo que existem pequenas variações no título de artista para artista), que ao longo dos anos teve várias versões e arranjos, por artistas como:
- Inti-Illimani
- Lucho Barrios
- Silvio Rodriguez
- Tito Fernandez
- Victor Jara
- Quilapayún

### Turismo
A particular distribuição geográfica da cidade, onde os cerros invadem a costa, faz com que a vista do mar a partir destes morros seja o destaque. Por isto, os miradores (mirantes), como o Mirador Portales, Mirador Esperanza, Mirador O'Higgins e Mirador Marina Mercante, Paseo 21 de Mayo, Paseo Yugoslavo, Paseo Gervasoni, Paseo Atkinson e Paseo Dimalow, são atrativos turísticos. Durante as festas de Ano Novo, são procurados por turistas para se ter uma visão mais privilegiada dos espetáculos pirotécnicos.

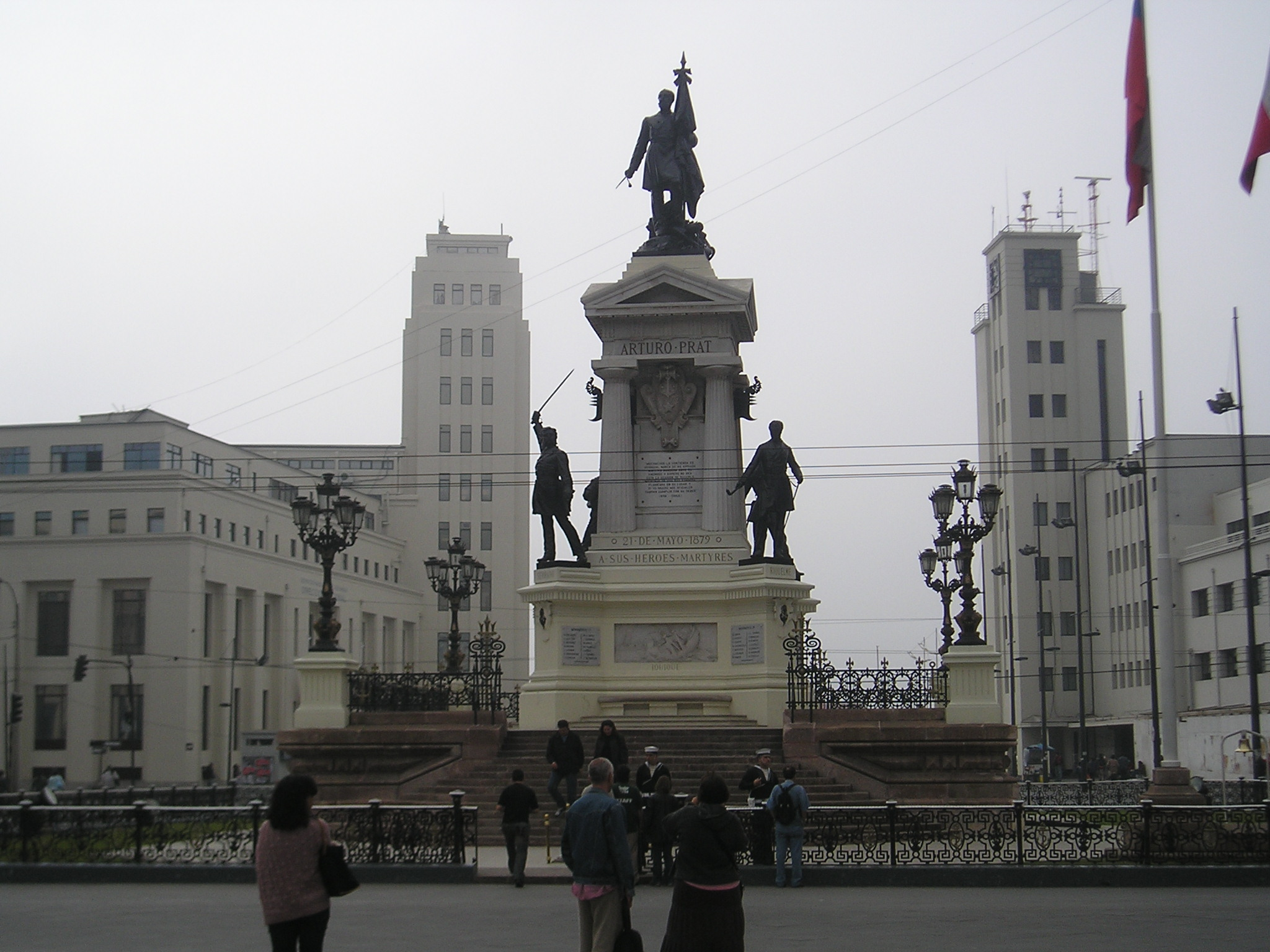
Monumento a los Héroes de Iquique na Plaza Sotomayor
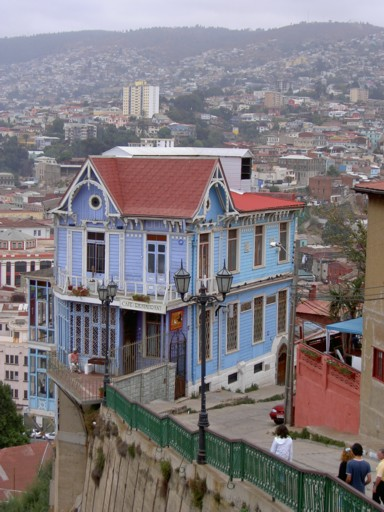
Casa típica de Valparaíso
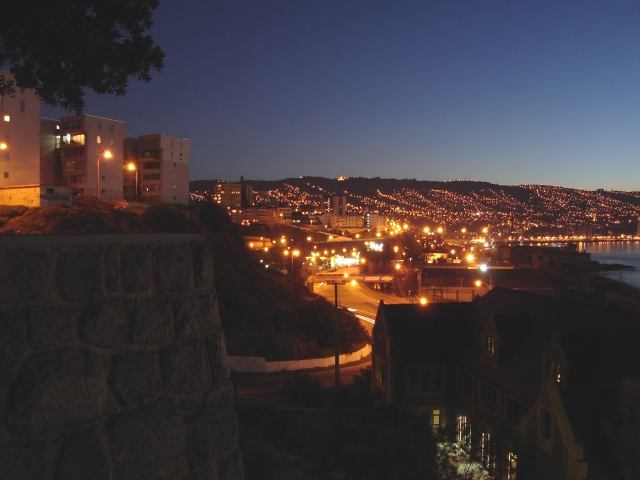
Vista noturna de Valparaíso
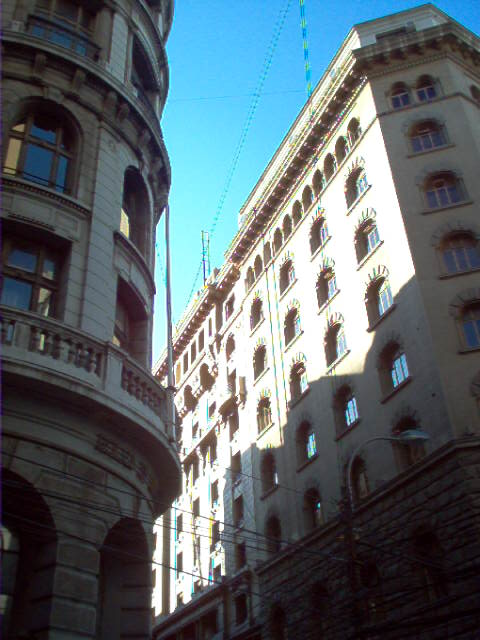
Edifícios em Valparaíso
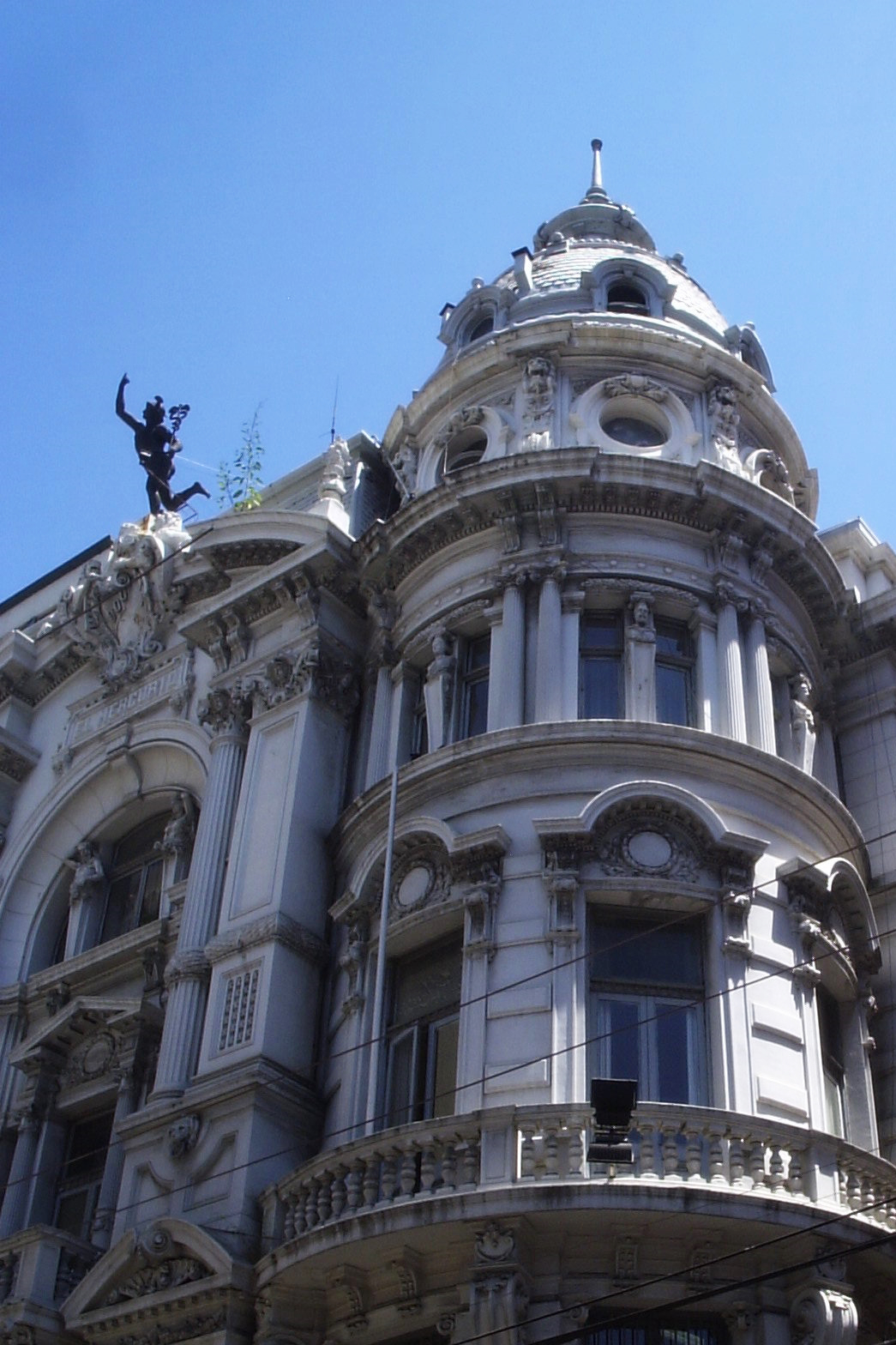
El Mercurio de Valparaíso
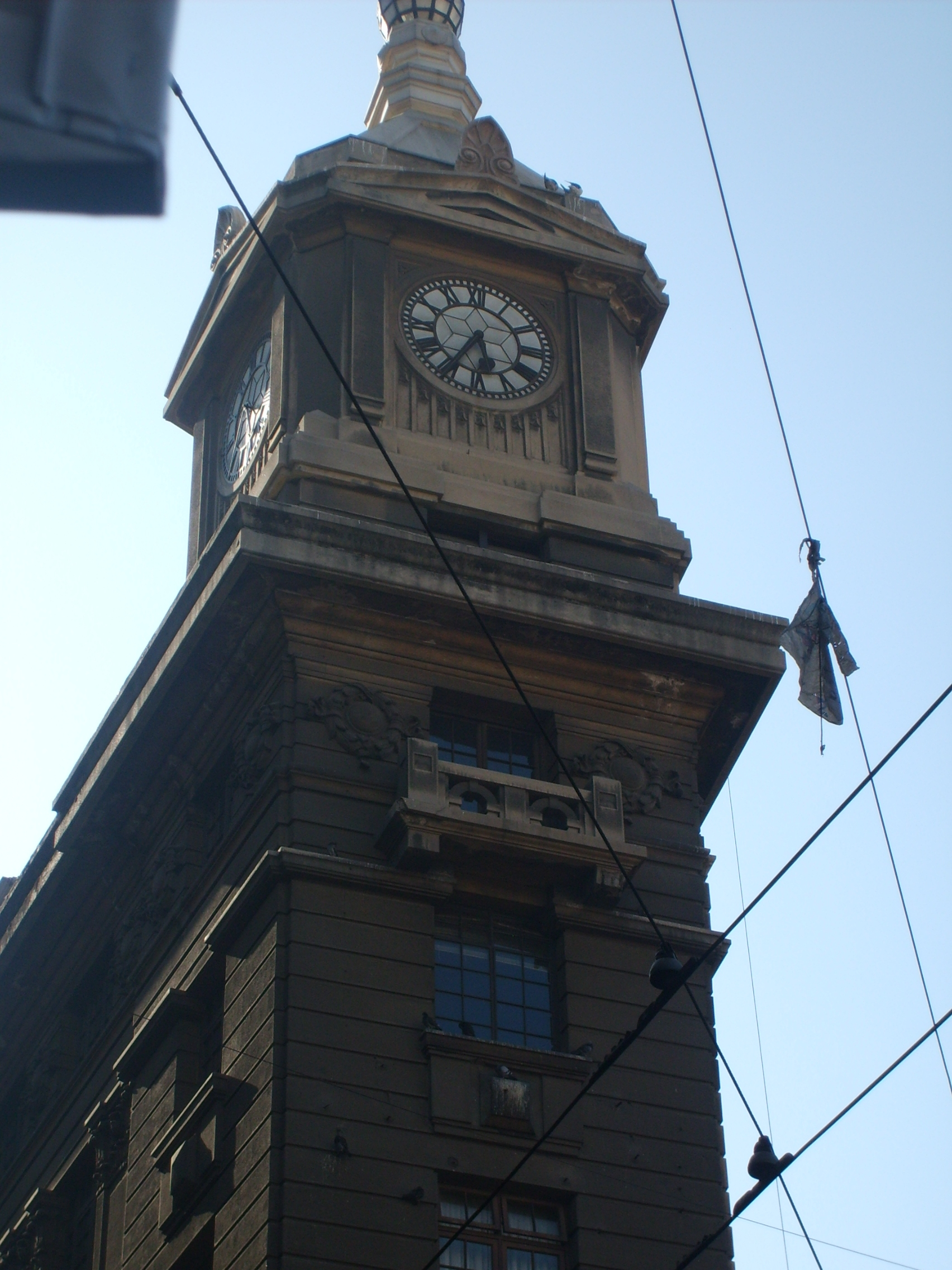
Turri
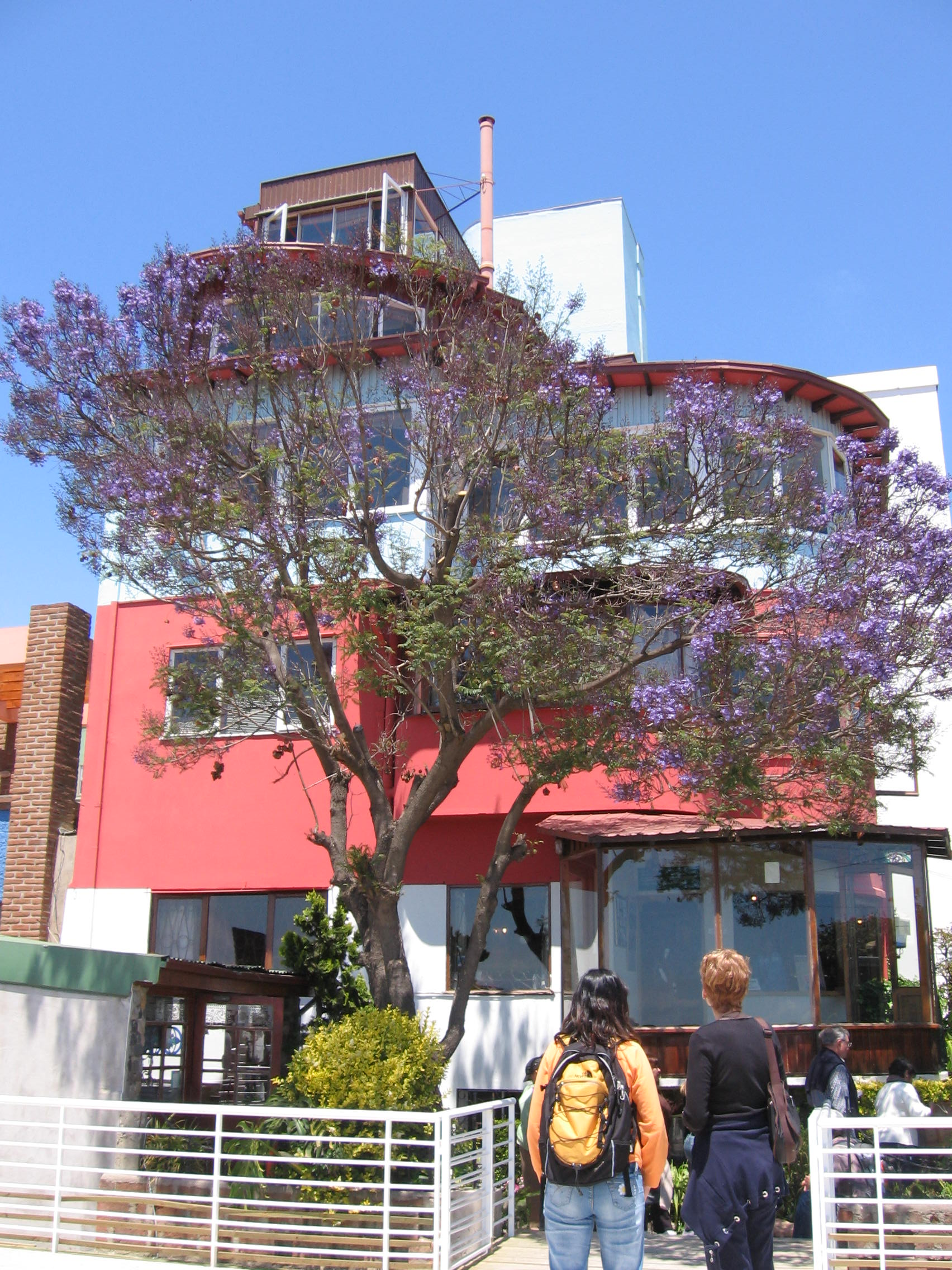
Casa de Pablo Neruda em Valparaíso
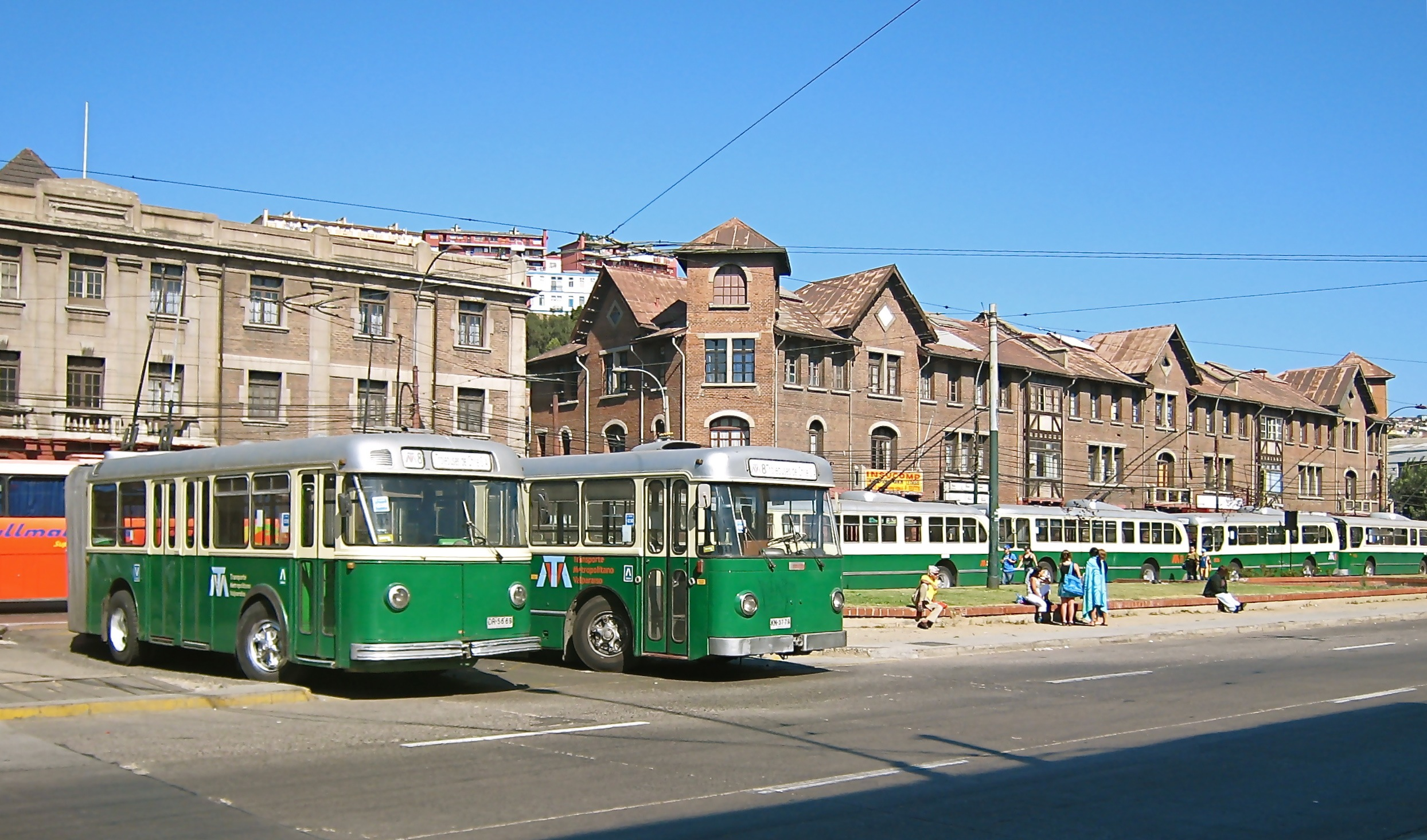
Troleicarro de Valparaíso
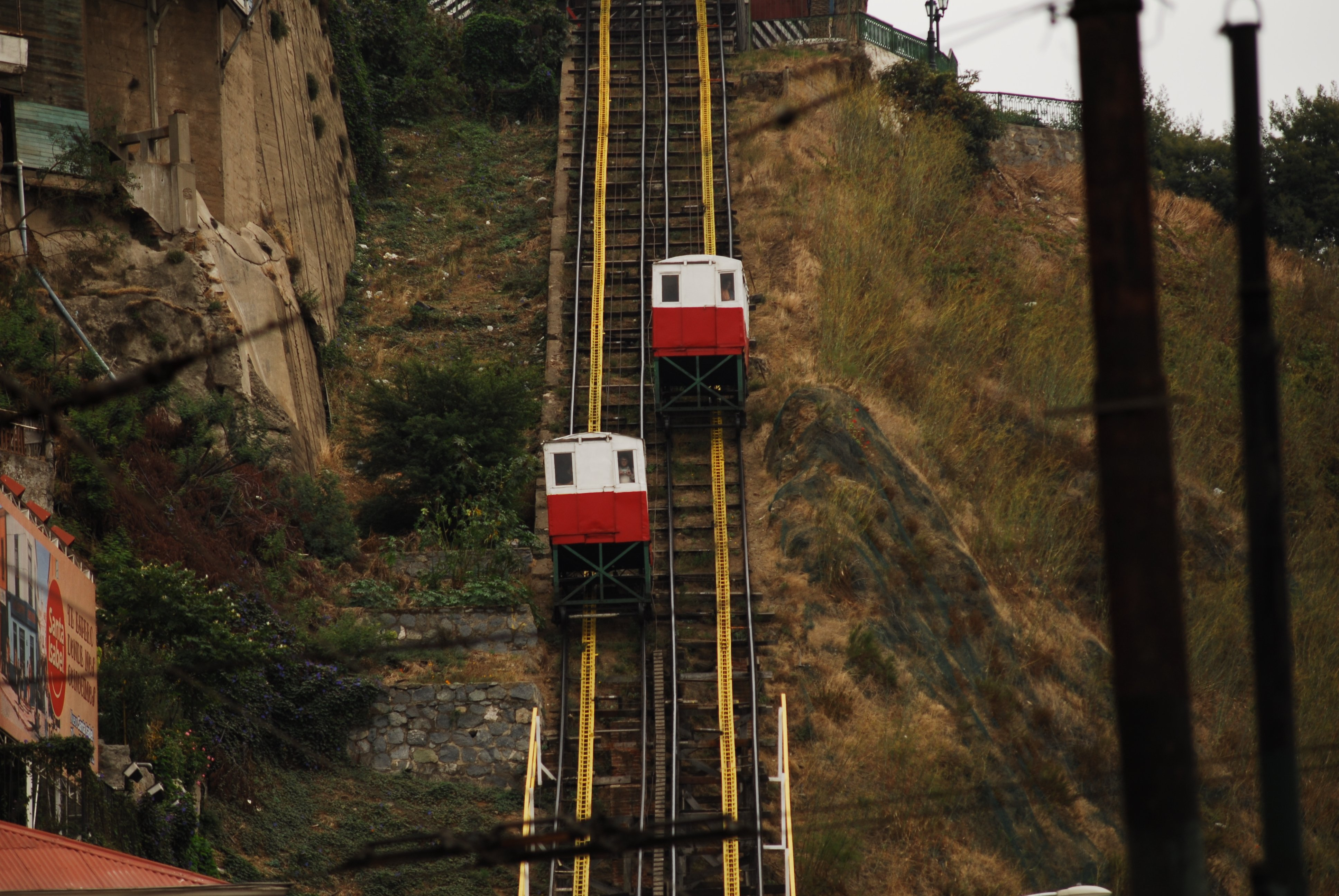
Ascensor Artillería
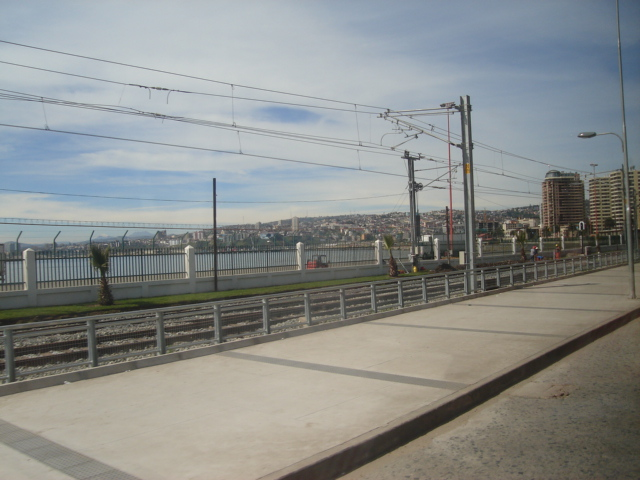
Linha do Metro de Valparaíso
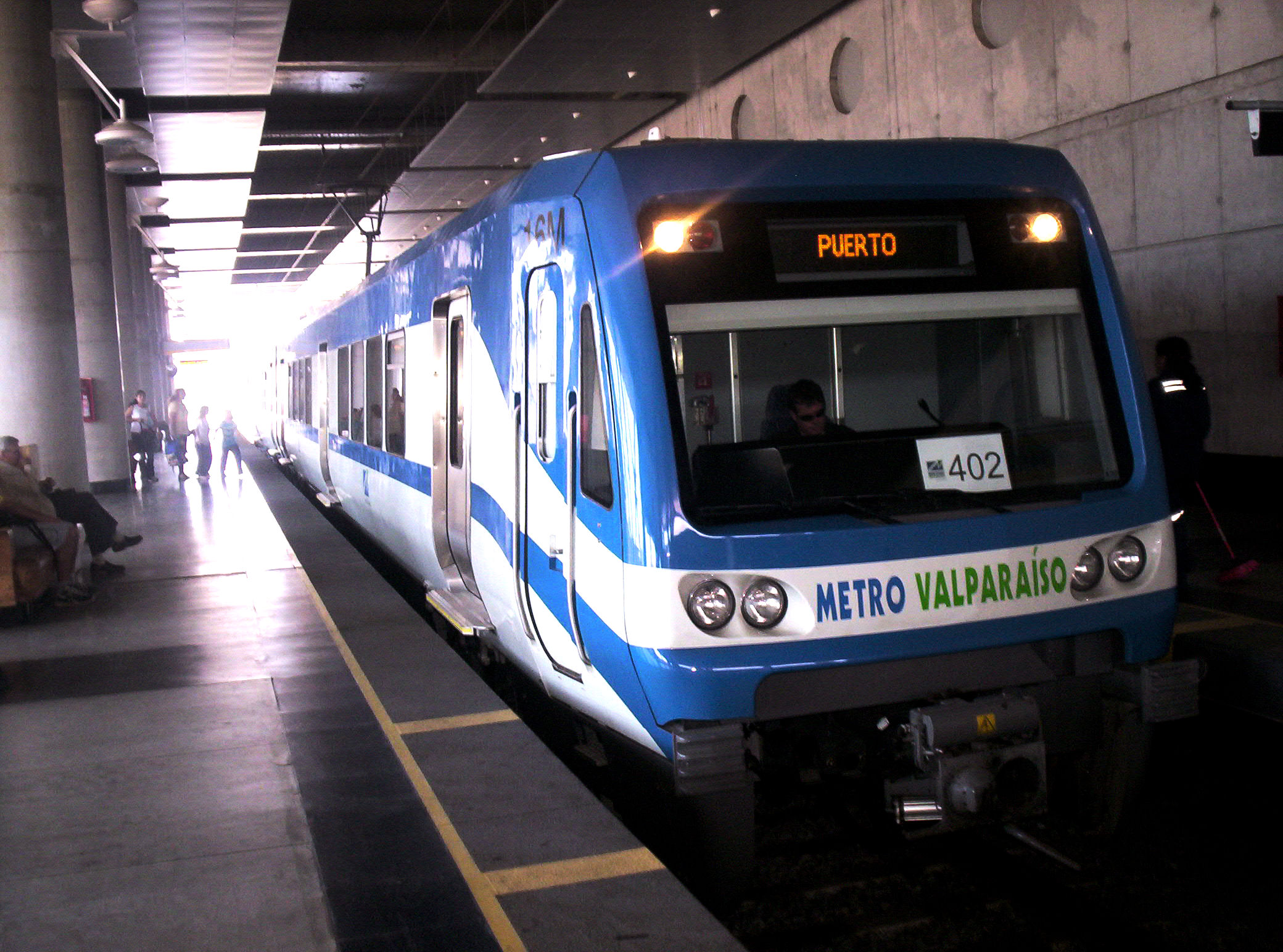
Metro de Valparaíso
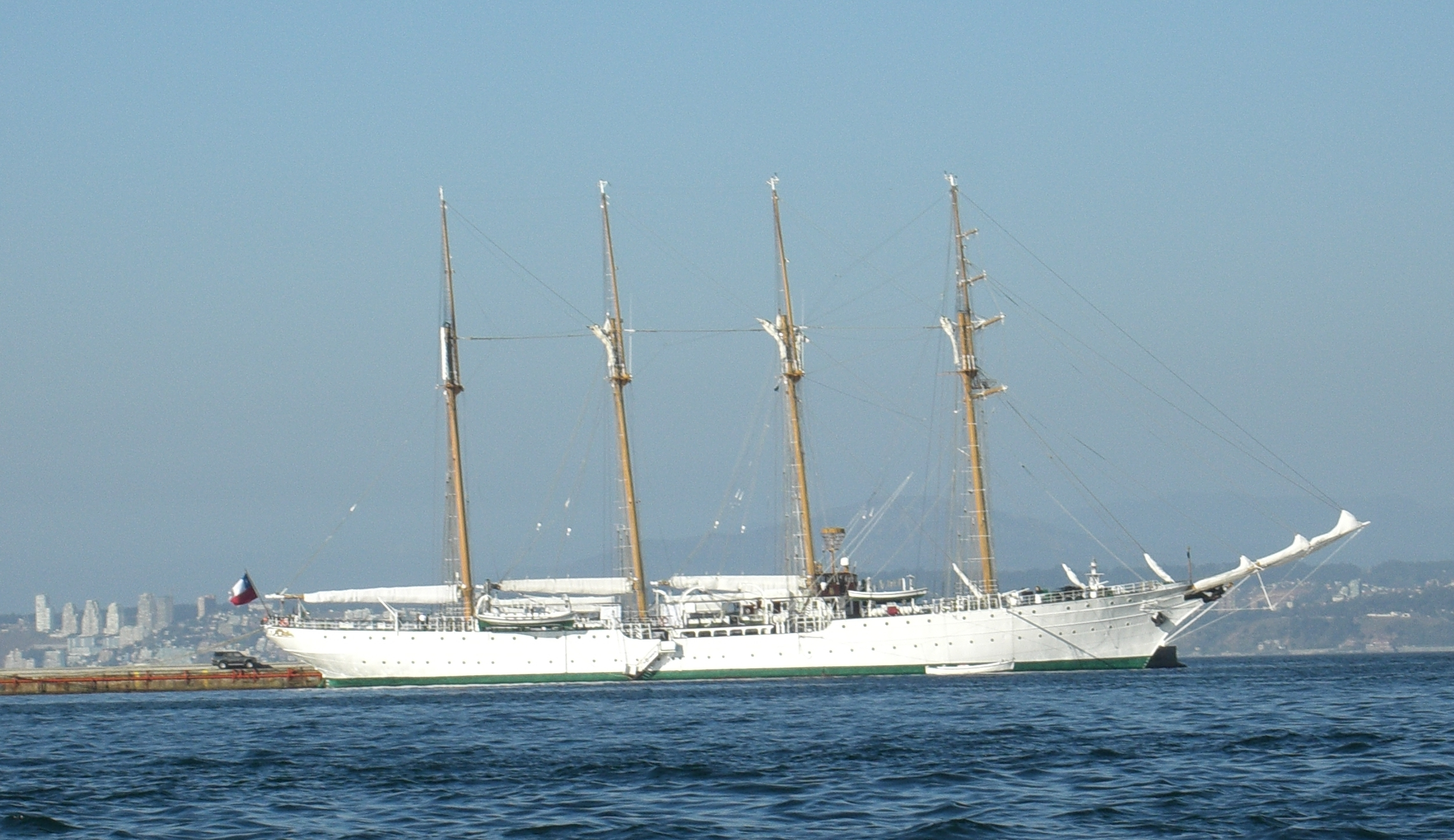
Navio escola Esmeralda
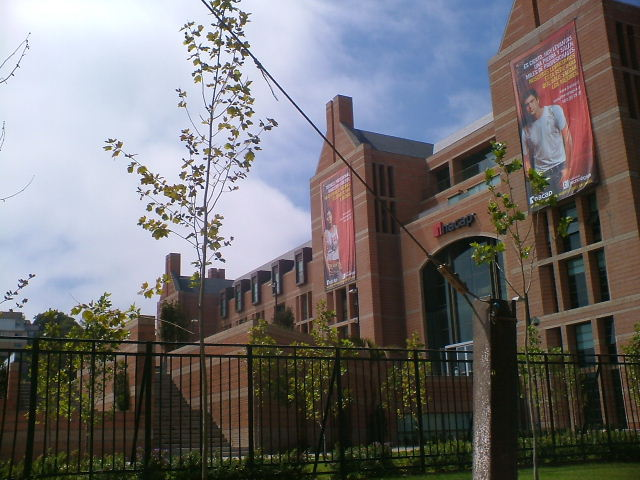
Inacap de Valparaíso
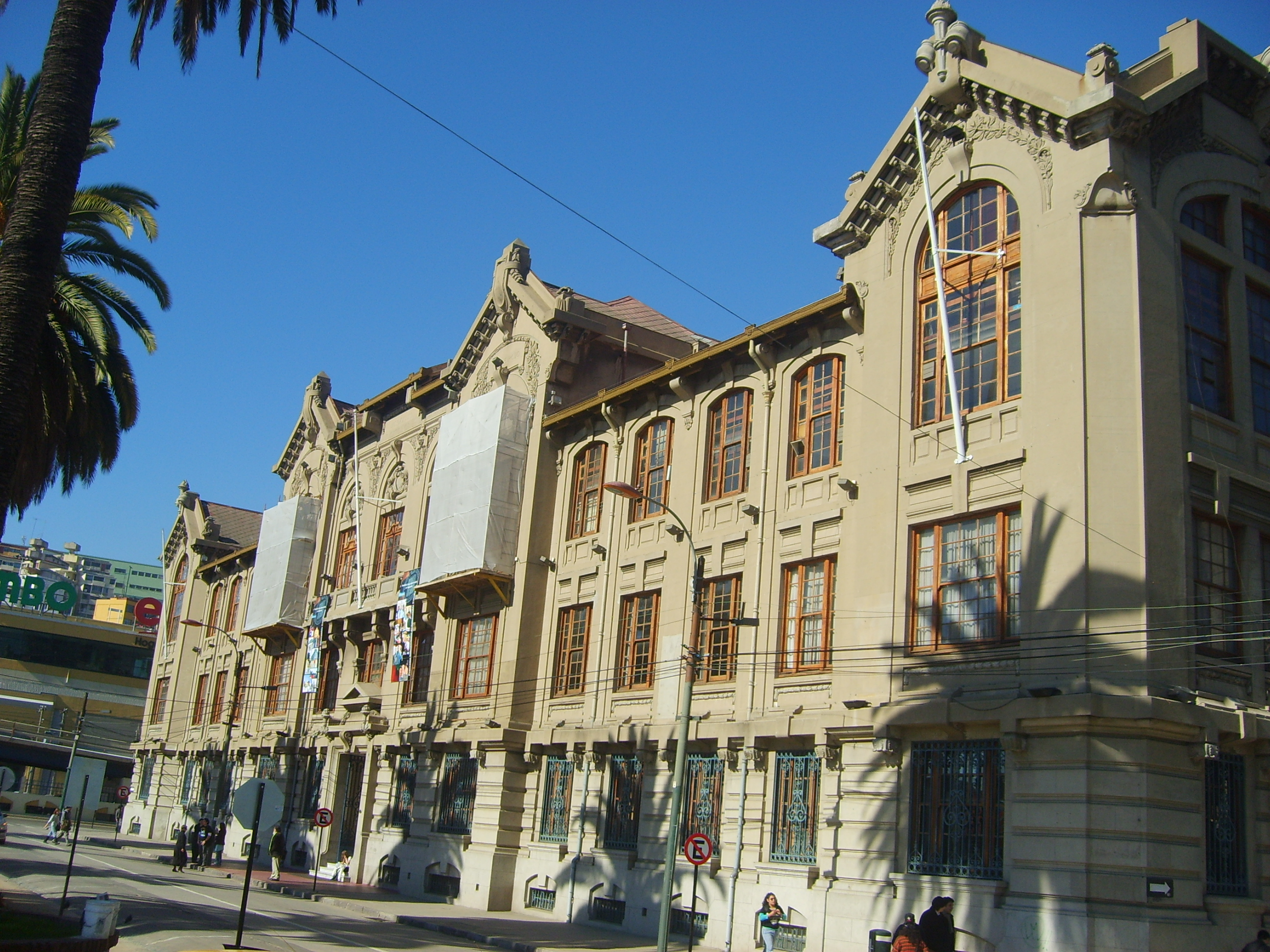
Universidade Católica de Valparaíso
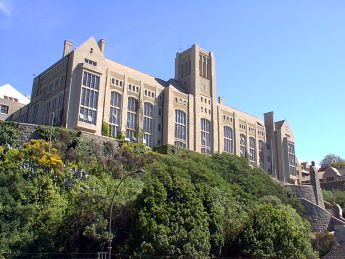
Universidade Técnica Federico Santa Maria

## Incêndio na cidade
O incêndio de grandes proporções que atingiu a cidade em 12 de abril de 2014 causou pelo menos 11 mortes, destruiu 2 000 casas e deixa pelo menos três mil desalojados. O acidente, que deixou uma pessoa em estado grave por ter sofrido queimaduras, começou como um incêndio florestal em La Pólvora, mas o forte vento fez com que se propagasse para as regiões povoadas das colinas La Cruz, El vergel e Mariposas.

### Cidades-irmãs
Valparaíso possui os seguintes acordos de geminação:
- Córdova, Córdova, Argentina
- Río Cuarto, Córdova, Argentina
- Rosário, Santa Fé, Argentina
- Xangai, Município Autónomo, China
- Novorossisk, Krai de Krasnodar, Rússia [18]
- Medellín, Antioquia, Colômbia
- Busan, Cidade Especial, Coreia do Sul [19]
- Gwangyang, Jeolla do Sul, Coreia do Sul [20]
- Barcelona, Catalunha, Espanha
- Oviedo, Astúrias, Espanha
- Antigua Guatemala, Sacatepéquez, Guatemala
- Bat Yam, Distrito de Telavive, Israel [21]
- Malaca, Malaca, Malásia
- Guanajuato, Guanajuato, México [22]
- Veracruz, Veracruz, México [23]
- Odessa, Oblast de Odessa, Ucrânia
- Piriápolis, Maldonado, Uruguai [24]
- Bilbao, País Basco, Espanha

### Desporto
O futebol é o esporte mais popular na cidade, assim como em boa parte das cidades chilenas. O clube de futebol mais antigo na cidade é o Santiago Wanderers, que também é o mais antigo time de futebol profissional no Chile, fundado em 15 de agosto de 1892. Joga no Estádio Elías Figueroa Brander. Outros clubes existentes foram o La Cruz Football Club e o Club Deportivo Valparaíso Ferroviarios, que jogava no Estádio Ferroviário Fernando Gualda Palma.
O "Valparaíso Downhill" é uma nova corrida de mountain bike que acontece em fevereiro na cidade, onde os ciclistas competem através de obstáculos em escadas e becos, indo desde as colinas circundantes até as planícies de Valparaíso. A Meia Maratona II Puerto Valparaíso 2007, foi a continuação da Maratona Bicentenária de Valparaíso 2006, um evento internacional que mistura atletismo e turismo pelas ruas de Valparaíso. Em 30 de setembro de 2007, foram realizadas mais de duas distâncias: 10 km e 21 km, em 12 categorias, para os corredores masculinos e femininos. A corrida começou no Muelle Barón, e o curso da prova passou pelo lado do mar, atravessando diversos marcos arquitetônicos e geográficos.